# Andrew Howard
Andrew Howard, född 12 juni 1969 i Cardiff, är en walesisk skådespelare inom teater, TV och film. Han har gjort anmärkningsvärda framträdanden i ett flertal storproduktioner, såsom HBO:s miniserie Band of Brothers och den Guy Ritchie-regisserade långfilmen Revolver, samt TV-filmen The Lion in Winter, där han spelar mot bland annat Patrick Stewart och Glenn Close. Han har också spelat rollen som "Bad" Frank Phillips, i Historyserien Hatfields & McCoys.

## Filmografi (i urval)

### Filmer
- 1999 – The Cherry Orchard
- 1999 – Shades
- 2002 – Shooters
- 2002 – Below
- 2003 – The Lion in Winter (TV-film)
- 2005 – Heights
- 2005 – Revolver
- 2006 – The Last Drop
- 2007 – The Devil's Chair
- 2007 – Cassandra's Dream
- 2010 – I Spit on Your Grave
- 2011 – Limitless
- 2011 – Baksmällan del II
- 2014 – Taken 3
- 2014 – Squatters
- 2016 – True Memoirs of an International Assassin
- 2017 – CHiPs
- 2018 – Truth or Dare
- 2019 – Anna
- 2020 – Tenet
- 2020 – Songbird
- 2020 – Two Distant Strangers

### TV-serier
- 2001 – Band of Brothers (TV-serie)
- 2011 – Law & Order: Special Victims Unit (TV-serie)
- 2011 – CSI (TV-serie)
- 2011 – Burn Notice (TV-serie)
- 2012 – Hatfields & McCoys (TV-serie)
- 2012–2013 – NCIS: Los Angeles (TV-serie)
- 2013 – Copper (TV-serie)
- 2013 – Boardwalk Empire (TV-serie)
- 2014 – Elementary (TV-serie)
- 2014 – Banshee (TV-serie)
- 2014 – The Blacklist (TV-serie)
- 2014–2015 – Hell on Wheels (TV-serie)
- 2015 – The Lizzie Borden Chronicles (TV-serie)
- 2015 – Agents of S.H.I.E.L.D. (TV-serie)
- 2015 – Agent X (TV-serie)
- 2015–2016 – Bates Motel (TV-serie)
- 2017 – 24: Legacy (TV-serie)
- 2017 – The Brave (TV-serie)
- 2018–2019 – The Outpost (TV-serie)
- 2019 – The Oath (TV-serie)
- 2019 – Watchmen (TV-serie)
- 2020 – Perry Mason (TV-serie)
- 2021 – Mayor of Kingstown (TV-serie)
- 2024 – Echo (TV-serie)